# JAS Motorsport
JAS Motorsport is een Italiaans autosportteam. Het team is opgericht in 1995 en is sinds 1998 een officiële partner van Honda. Momenteel runt het team het fabrieksteam van Honda in het World Touring Car Championship als het Castrol Honda World Touring Car Team. Voorheen reed het team ook in het European Touring Car Championship, de Super Tourenwagen Cup, de Deutsche Tourenwagen-Masters, het British Touring Car Championship, de Blancpain Endurance Series, de Intercontinental Rally Challenge, het wereldkampioenschap rally en het Europees kampioenschap rally. De basis van het team bevindt zich in Arluno, nabij Milaan.